# Холцхајм (Донау-Рис)
Холцхајм (њем. Holzheim) општина је у њемачкој савезној држави Баварска. Једно је од 43 општинска средишта округа Донау-Рис. Према процјени из 2010. у општини је живјело 1.130 становника. Посједује регионалну шифру (AGS) 9779163.

## Географски и демографски подаци
Холцхајм се налази у савезној држави Баварска у округу Донау-Рис. Општина се налази на надморској висини од 414–475 метара. Површина општине износи 19,6 km². У самом мјесту је, према процјени из 2010. године, живјело 1.130 становника. Просјечна густина становништва износи 58 становника/km².